# Премаговце
Премаговце (словен. Premagovce) — поселення в общині Кршко, Споднєпосавський регіон, Словенія. Висота над рівнем моря: 477,9 м.